# Pump It Up!
Pump It Up! è un brano contenuto nell'album The Name of the Jam del cantante belga Danzel.
Il singolo è stato pubblicato dall'etichetta Ministry Of Sound nel 2004 e ha riscosso un ottimo successo in buona parte d'Europa: è infatti arrivato alla top ten in Austria, Francia, Svizzera, Danimarca, Belgio, Irlanda, Germania e Italia mantenendo codeste posizioni per alcune settimane. 
Il singolo non ha mai toccato però i primi dieci del Regno Unito, dove ha raggiunto una sola volta la posizione numero 11 mentre ha ottenuto un discreto successo negli Stati Uniti. Il brano riprende molto il sound tipico della disco dance anni novanta. La canzone è un mashup di Pump It Up! dei Black and White Brothers (1998) e In The Mix di Mixmasters (1990).

## Tracce
CD single - Belgium
1. Pump It Up! (radio edit) — 3:45
2. Downtown (vocal club mix) — 7:21

CD single - Denmark
1. Pump It Up! (radio edit) — 3:45
2. Pump It Up! (extended mix) — 5:53

CD single - France
1. Pump It Up! (radio edit) — 3:45
2. Pump It Up! (extended mix) — 5:53
3. Pump It Up! (club mix) — 7:02
4. Downtown (club mix) — 5:50

CD single - UK
1. Pump It Up! (radio edit) — 3:45
2. Profanation (trust in trance mix) — 6:54
3. Downtown (club mix) — 5:50

CD maxi - Italy
1. Pump It Up! (radio edit) — 3:45
2. Pump It Up! (highpass radio edit) — 3:11
3. Pump It Up! (extended mix) — 5:53
4. Pump It Up! (club mix) — 7:02
5. Pump It Up! (highpass remix) — 8:33
6. Downtown (vocal club mix) — 7:21

CD maxi - Australia
1. Pump It Up! (radio edit) — 2:37
2. Pump It Up! (Gladiator remix) — 7:51
3. Pump It Up! (highpass dub mix) — 7:06
4. Pump It Up! (Jerry Ropero & Denis the Menace remix) — 7:10

CD maxi - Denmark
1. Pump It Up! (radio edit) — 3:45
2. Pump It Up! (extended mix) — 5:53
3. Pump It Up! (club mix) 7:02
4. Pump It Up! (a capella) 2:29
5. Downtown (vocal edit) 3:27

12" maxi - Belgium
1. Pump It Up! (extended mix) — 5:53
2. Pump It Up! (a cappella) — 2:29
3. Pump It Up! (club mix) — 7:02
4. Downtown (club mix) — 5:50

12" maxi - Germany
1. Pump It Up! (extended mix) — 5:54
2. Pump It Up! (a cappella mix) — 2:30
3. Profanation (trust in trance mix) — 6:26

12" maxi - US
1. Pump It Up! (club mix)
2. Pump It Up! (extended mix)
3. Downtown (vocal club mix)

12" maxi - UK
1. Pump It Up! (uniting nations remix)
2. Pump It Up! (Alex K Klubbed up mix)
3. Pump It Up! (gladiator remix)

## Classifiche
| Classifica (2004)                  | Posizione massima |
| ---------------------------------- | ----------------- |
| Austria                            | 3                 |
| Belgio (Fiandre)                   | 8                 |
| Belgio (Wallonia)                  | 5                 |
| Danimarca                          | 8                 |
| Paesi Bassi                        | 16                |
| Francia                            | 6                 |
| Germania                           | 4                 |
| Irlanda                            | 8                 |
| Italia                             | 10                |
| Svezia                             | 52                |
| Svizzera                           | 5                 |
| Regno Unito                        | 11                |
| U.S. Billboard Hot Dance Club Play | 29                |